# Sikkerhedspolitik
 Der er for få eller ingen kildehenvisninger i denne artikel, hvilket er et problem. Du kan hjælpe ved at angive troværdige kilder til de påstande, som fremføres i artiklen.

Sikkerhedspolitik er en betegnelse for det politiske sagsområde, der har til formål at sikre en stats fortsatte eksistens, udvikling og integritet ved at beskytte staten mod primært ydre, men også indre trusler. Sikkerhedspolitik er derfor nært forbundet med både udenrigspolitik og forsvarspolitik.
Begrebet er først blevet almindeligt efter 2. verdenskrig, idet man tidligere opfattede sikkerhedspolitikken som integreret i forsvars- og udenrigspolitikken. Fundamentalt i sikkerhedspolitikken er sikkerhedsbegrebet, herunder graden af sikkerhed eller fraværet af samme. I den indre sikkerhedspolitik indgår Forsvaret, Beredskabet samt kontraspionage, der udføres af Politiets Efterretningstjeneste. Forsvaret er også et centralt element i den ydre sikkerhedspolitik, ligesom en række diplomatiske initativer er det. I forhold til den ydre sikkerhedspolitik er det grundlæggende valg, hvorvidt en stat vil indgå i en alliance eller være neutral.
Et væsentligt led i de vestlige landes sikkerhedspolitik i dag er deltagelse i internationale organisationer som NATO, OECD og FN, der sågar har et sikkerhedspolitisk organ, Sikkerhedsrådet. Også på EU-plan er sikkerhedspolitik i de senere årtier kommet stadig mere på dagsordenen, bl.a. i form af en fælles udenrigs- og sikkerhedspolitik.

## Sikkerhedspolitikkens tre dimensioner
Sikkerhedspolitik drejer sig om individets sikkerhed, samt staters sikkerhed. 
Inden for sikkerhedspolitik er der sikkerhedspolitikkens tre dimensioner. 
De tre dimensioner:
- 1. Menneskelige fællesskabers overlevelse, hvor der er tre muligheder: stater, nationer og etniske grupper.
- 2. De midler der bliver brugt for at mindske eller bekæmpe truslerne. Her er der tale om hård og blød sikkerhedspolitik. Den hårde politik, går ud på at være aggressiv, og bruge sit militær for at bekæmpe truslerne. 
  - I. Den hårde magt kan også bruges som blød magt, hvor man sender soldater ned, for at bevare freden gennem soldaterne. Denne form for hård magt så man i Cypern, hvor de fredsbevarende styrker, sikrede freden mellem to befolkningsgrupper.
  - II. Den bløde magt knytter sig i højere grad til politisk magt, hvor man hjælper et land eller en gruppe for eksempel økonomisk. Hvis et andet land er en trussel kan blød magt være at man handelsboykotter det land, og altså sætter det land under pres.
- 3. Den tredje type skelner mellem de trusler der udløser sikkerhedspolitiske problemer. Her bruger betegnelserne snæver og bred. 
 Snæver sikkerhedspolitik er militære trusler. Den brede sikkerhedspolitik handler om resten af de trusler der er rettet mod staten. Der er en sammenhæng mellem snæver og hård magt, samt en sammenhæng mellem bred og blød magt.

Gennem lang tid har man tænkt på statens sikkerhed som det vigtigste, men gennem de sidste 20 år, er der kommet nye stater, på grund af de forskellige etniske grupper, der var i staten. Dette så man i Jugoslavien, hvor nye stater som, Serbien, Kroatien, Makedonien og flere. Det er altså ikke længere statens sikkerhed der skaber konflikt, men derimod en gruppes overlevelse der skaber en konflikt. Denne konflikt drejer sig om identitet og ikke suverænitet.

## Individets sikkerhed
Individets sikkerhedspolitik handler om at sikre individet, både socialt, med ydelser fra det offentlige, hvis man f.eks. bliver arbejdsløs, samt at individet kan komme på et hospital og sikre sin overlevelse mod skader og sygdomme. Alle med den hensigt at sikre individet bedst mulige sikkerhed. 
International sikkerhedspolitik har indirekte fokus på individet. Det vil sige at, den ikke indgår direkte ved individet, men er mere fokuseret på grupperinger, såsom nationer og stater. 